# Monster Trux Extreme: Offroad Edition
Monster Trux Extreme: Offroad Edition est un jeu vidéo de course de Monster Truck sortie sur PlayStation 2 et Windows en juillet 2005 et réédité sur Wii en mars 2008

## Référence
- (en) Monster Trux Extreme: Offroad Edition sur MobyGames
- Monster Trux Extreme: Offroad Edition sur Jeuxvideo.com